# موكوكا مولينغا
موكوكا مولينغا (بالإنجليزية: Mukuka Mulenga)‏ (مواليد 6 يوليو 1993) هو لاعب كرة قدم زامبي لصالح نادي ماميلودي صن داونز في الدوري الجنوب أفريقي الممتاز.

## روابط خارجية
- موكوكا مولينغا على موقع قاعدة بيانات كرة القدم.إي يو (الإنجليزية)
- موكوكا مولينغا على موقع ناشيونال فوتبول تيمز (الإنجليزية)
- موكوكا مولينغا على موقع Soccerway.com (الإنجليزية)
- موكوكا مولينغا على موقع كووورة